# تشيلسي موسم 2004–05
كان موسم 2004–05 هو الموسم التنافسي الـ91 لنادي تشيلسي لكرة القدم، والموسم الثالث عشر على التوالي في الدوري الإنجليزي الممتاز والعام الـ99 له كنادي. تحت قيادة جوزيه مورينيو في موسم الأول مع النادي، فاز تشيلسي بلقب الدوري الإنجليزي الممتاز (أول لقب له في الدوري منذ 50 عامًا) وكأس الرابطة.